# KCET
KCET est une station de télévision publique américaine située à Los Angeles en Californie, et affiliée au réseau PBS. Son émetteur d'une puissance de 155 kW est situé au sommet du Mont Wilson.

## Historique
En 1982, la station est en difficulté financière et demande l'aide de Dennis Stanfill qui vient de démission de la direction de 20th Century Fox Film Corporation,. Grâce à la réputation de Stanfill dans le monde financier, KCET a obtenu un répit auprès de ses créanciers tandis que Stanfill lancé de nombreuses actions pour redresser la barre. Stanfill a réduit les effectifs, maîtrisé les dépenses et lancé une campagne de financement. La chaîne a vendu en vente ses locaux de production et ses bureaux à Hollywood tandis que les cadres supérieurs de la station ont subi une réduction de salaire de 10 %. Lorsque Stanfill a accepté son poste en 1982, la station avait une dette de 5,5 millions de dollars. Au moment où il a démissionné en 1986, KCET était redevenu à l'équilibre financier avec une production active au niveau local mais aussi national. 